# Голова Януса
«Голова Януса» (нем. Der Januskopf; также известен под названиями «Голова Януса — трагедия на грани реальности», Der Januskopf – Eine Tragödie am Rand der Wirklichkeit; «Двуликий Янус» и «Страх», Schrecken) — немой немецкий экспрессионистский художественный фильм ужасов режиссёра Фридриха Вильгельма Мурнау, выпущенный в 1920 году, вольная экранизация повести Роберта Льюиса Стивенсона «Странная история доктора Джекила и мистера Хайда». Главные роли исполнили Конрад Фейдт и Маргарет Шлегель, также одну из ролей второго плана исполнил Бела Лугоши. Одним из операторов фильма был Карл Фройнд, который позже эмигрировал в США и больше всего прославился как режиссёр фильма «Мумия» с Борисом Карлоффом в главной роли.
По состоянию на 2021 год фильм считается одним из самых разыскиваемых утерянных фильмов.

## Сюжет
Доктор Уоррен живёт в Лондоне. Как-то раз он покупает в антикварном магазине бюст у которого два лица, одно прекрасное, а другое ужасное. Это является отражением двойственности добра и зла в каждом человеке. Статуя овладевает Уорреном, и он пытается избавиться от неё. Когда это не удаётся, бюст выставляют на аукцион, но Уоррен выкупает его. Когда он приносит его домой, в сценарии написано: «Пыльно, паутина, темно. От комнаты исходит атмосфера ужасов и воспоминаний, которые заставляют Джескилла (в сценарии имя главного героя было более приближенное к книжному прототипу Джескилл, а не Уоррен; при выходе фильма в широкий прокат имена были изменены) содрогнуться. Он поспешно развязывает посылку, смотрит на лицо и издаёт крик». Далее доктор создаёт снадобье, которое точно так же разделяет человека на две личности. Когда он выпивает препарат, то его злое «я» выходит наружу и «в таком виде совершает одно чудовищное деяние за другим. Убийства, жестокость, изнасилования». У него есть и противоядие, которое доктор принимает для того, чтобы вернуться в обычное состояние. Спустя какое-то время учёный начинает превращаться в монстра, уже даже не принимая снадобье. Его воля уже не принадлежит ему самому.

## В ролях
| Актёр               | Роль                                         |
| ------------------- | -------------------------------------------- |
| Конрад Фейдт        | Доктор Уоррен / мистер О`Коннор              |
| Магнус Штифтер      | друг Уоррена                                 |
| Маргарет Шлегель    | Джейн Ланион/Грейс                           |
| Вилли Кайзер-Хейл   | Курт Линнер                                  |
| Бела Лугоши         | дворецкий доктора Уоррена (предположительно) |
| Маргарет Купфер     | (роль неизвестна)                            |
| Дэнни Гюртлер       | (роль неизвестна)                            |
| Густав Ботц         | (роль неизвестна)                            |
| Яро Фюрт            | (роль неизвестна)                            |
| Ганс Лансер-Людольф | (роль неизвестна)                            |
| Марга Рейтер        | (роль неизвестна)                            |
| Ланья Рудольф       | (роль неизвестна)                            |

## Производство

### Контекст

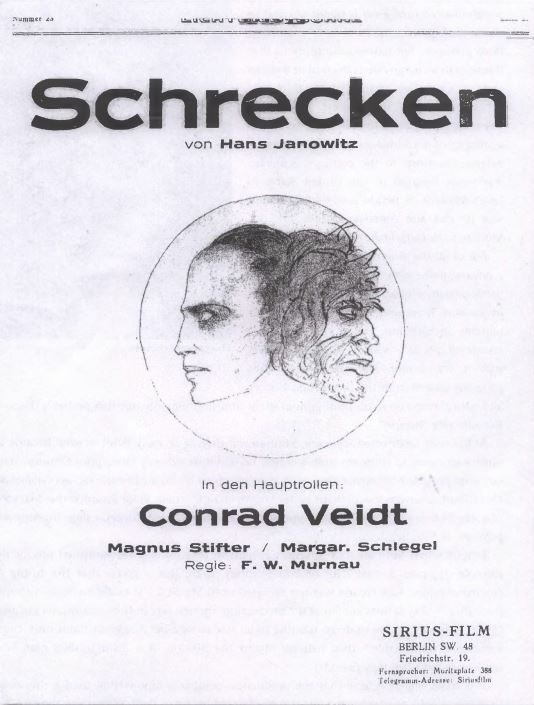
Страница с рекламой фильма из журнала Lichtbild-Bühne от 5 июня 1920 года. В данном рекламном плакате, фильм имеет название «Страх»

Термин экспрессионизм вошёл в обиход в начале XX века, одними из его основоположников были арт-группы немецких художников «Мост» (1905) и «Синий всадник» (1911). Этот стиль повлиял не только на живопись, но и на архитектуру, скульптуру, музыку, литературу, театр и кино. В 1919 году теоретик Казимир Эдшмид так объяснил значение экспрессионизма: «Цепь фактов: фабрики, дома, болезни, проститутки, крики, голод — они не существуют; существует только внутреннее видение, которое они вызывают». В августе 1919 года немецкий журнал о кино Der Kinematograph предложил другое определение: «Экспрессионизм… означает проекцию переживаний художника вовне, в то время как импрессионизм, напротив, визуализирует то, как внешние переживания художника влияют на него лично. Тогда как импрессионизм остаётся последним ответвлением натурализма, экспрессионизм отказывается от любого истинного изображения внешнего мира». Одними из первых фильмов в которых чувствовалось влияние экспрессионизма были «Нервы» (1919) Роберта Рейнерта, «Анджело, тайна замка Драхенегг» Франьо Ледича, а также фильм австрийского режиссёра Фрица Фрейслера «Мандарин» (1918). Самым знаменитым фильмом в этом жанре, который получил мировую известность, стал «Кабинет доктора Калигари» (1920) Роберта Вине.

### Съёмки

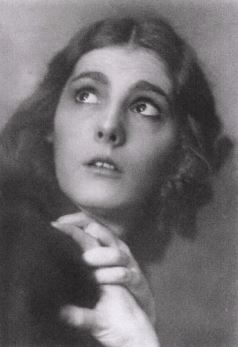
Маргарет Шлегель

На момент постановки Мурнау находился на начальном этапе своей карьеры, до этого он снял всего три фильма. Ганс Яновиц, который написал сценарий, учитывая его соавторство в «Кабинете доктора Калигари», на тот момент, возможно, более известен, чем Мурнау. Фильм «Голова Януса» был основан на повести Роберта Луиса Стивенсона «Странная история доктора Джекила и мистера Хайда» (1886). Фейдт, до этого только что прославившийся, благодаря главной роли в «Калигари», сыграл двойную роль Джекила и Хайда. Главную женскую роль исполнила Маргарет Шлегель, театральная актриса берлинского Немецкого театра Макса Рейнхардта.
Точно определить дату, когда Мурнау снимал данный фильм, сложно. Один опубликованный производственный календарь предполагает, что датой начала съёмок был конец февраля 1920 года, но учитывая, что о найме оператора Карла Фройнда было объявлено только 6 марта — это могло произойти несколько позже. О производстве известно очень мало, хотя один из представителей индустрии утверждал, что «парикмахер [Фейдта] должен был пройти обучение, чтобы иметь возможность взять его лохматые волосы и превратить их в нечто модное», что помогло создать иллюзию выдающегося человека, который превращается в монстра.

### Сценарий
Изначально в сценарии фильма был написан не доктор Уоррен, а доктор Джескилл, что ещё больше отсылало к оригинальной повести. Сценарий Яновица не содержит каких-либо указаний для актёра, но содержит визуальные описания, на сохранившемся сценарии также имеются и рукописные уточнения Мурнау. Например Яновиц писал: «Доктор Джескилл в чёрной пижаме, сидя в глубоком кресле, размышляет. Грустные мысли. Тревожные. Позади него, на тёмном фоне, появляется страшная голова Хайда. Она гипнотизирует его, и он следует за ней». Рядом рукой Мурнау написано: «Для начала просто огромные глаза». Также Мурнау к некоторым сценам делал приписку «Огромные тени!».

### Роль Лугоши в фильме

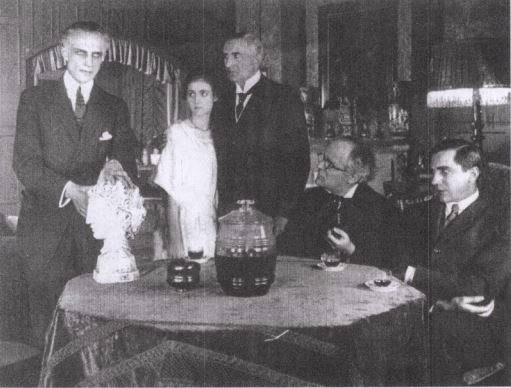
Кадр из фильма. Лугоши крайний справа, Фейдт крайний слева

Хотя в фильме снимался уже довольно известный к тому времени актёр театра и кино Бела Лугоши, ни в одной рецензии он не упоминается, что, вероятно, говорит о том, что его роль была небольшой. Участие Лугоши в фильме, вероятно, долгое время было преувеличено различной литературой о кино. Характер его роли остаётся под вопросом, но всесторонний обзор первоисточников свидетельствует о том, что она была незначительной. Таким образом, он вообще отсутствует в истории производства и реакции критиков того времени на его самый известный немой фильм, и единственный, который, вероятно, был снят в жанре ужасов.
Историки кино предполагают, что он играл дворецкого доктора Уоррена, что, возможно, верно. Но на одной из сохранившихся фотографий Лугоши сидит, а Фейдт стоит, и Лугоши не одет как дворецкий. Судя по другим фотографиям, герои находятся в доме доктора Уоррена. На ещё одной сохранившейся фотографии Лугоши сидит за столом в пабе. Рядом с ним сидит Фейдт в роли мистера О’Коннора. Лугоши очень хорошо одет и вряд ли может сойти за дворецкого. Учитывая то, что сценарий фильма менялся буквально во время съёмок, Лугоши мог сыграть какую-то совсем неизвестную роль.

## Релиз и критика
Предварительный показ фильма прошёл в конце апреля 1920 года. Lichtbild-Bühne и Film-Kurier высоко оценили фильм, обратив особое внимание на игру Конрада Фейдта. В обоих изданиях персонажи фильма были названы Джекилом и Хайдом (а не Джескиллом и Хайдом), а Film-Kurier добавил, что «Страх» был снят «по мотивам всемирно известного романа Стивенсона». Во время первого показа фильм представляли под названием «Страх». В июне 1920 года фильм, по-видимому, был показан ещё раз. В том же месяце критик из Neue Kino-Rundschau заявил, что он «принадлежит к лучшему, что создано немецким киноискусством. Режиссура Мурнау является хрестоматийным примером, а Конрад Фейдт играет непревзойдённо мастерски».

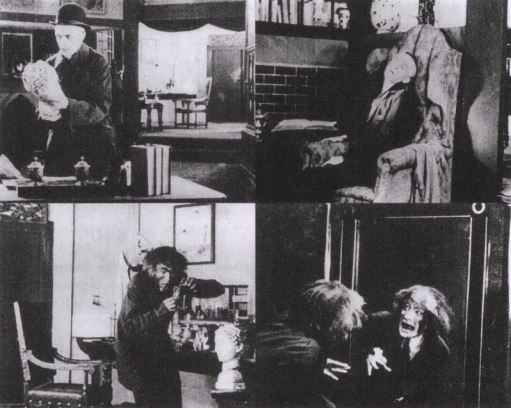
Сцена превращения. Конрад Фейдт в роли доктора Уоррена и мистера О’Коннора

В результате предварительных показов и благоприятной реакции на них компания Lipow-Film заключила с Decla-Bioscop сделку о распространении фильма по всему миру. Премьера фильма состоялась 26 августа 1920 года в берлинском кинотеатре Marmorhaus Lichtspiele уже под названием «Голова Януса — трагедия на грани реальности». Причина, по которой фильм сменил название, неизвестна, но можно предположить, что компания Decla-Bioscop пошла на такой шаг из-за того, что в ранней рекламной кампании Lipow-Film иногда в качестве названия фильма использовалось название повести Стивенсона и Decla-Bioscop опасалась юридической ответственности. В конце концов, имена персонажей также изменились с доктора Джескилла и мистера Хайда на доктора Уоррена и мистера О’Коннора. Однако это изменение могло произойти и раньше. Когда журнал Filmwelt опубликовал рецензию на фильм, тот ещё носил название «Страх», но в статье уже использовались имена персонажей Уоррен и О’Коннор.
После мировой премьеры фильма отзывы о нём были в подавляющем большинстве положительными. Lichtbild-Bühne хвалила «дух саспенса» в своей рецензии, а игру Конрада Фейдта называла «непревзойдённой и мастерской». Der Film назвал фильм «сказочно напряжённым», с «превосходной» игрой актёров и «отличной» операторской работой. Erste Internationale Film-Zeitung даже написали, что фильм не уступает «Кабинету доктора Калигари», «а в нескольких захватывающих сценах даже превосходит его». Издание похвалило игру Фейдта, сказав, что это его лучшая роль в карьере, и отметило сценарий. B.Z. am Mittag написали в своей рецензии, что фильм является настоящей «жемчужиной» благодаря тому, что главную роль в нём исполнил Фейдт — эта «роль раскрывает его как выдающегося экранного исполнителя». Berliner Börsen-Courier писало, что Фейдт играет свою роль с «поразительной универсальностью». А издание 8 Uhr-Abendblatt коротко отметило, что Конрад Фейдт «продемонстрировал образцовое артистическое мастерство и полностью заслужил бурные аплодисменты».
Der Kinematograph посчитал, что фильм «захватывает от начала до конца. Трансформация, происходящая прямо перед камерой, представляет собой технический шедевр с непревзойдённым эффектом. В этом случае фильм превосходит [театральную] сцену». Издание писало, что картина захватывает от начала и до конца, а режиссёр Мурнау «умело работает с крайне фантастическими идеями автора [Стивенсона]». 
Учитывая то, что фильм не сохранился, сейчас нельзя точно сказать насколько экспрессионистским он был. Некоторые современники говорили о том, что фильм похож на «Кабинет доктора Калигари», но это могло быть связано скорее с их повествованием, чем с эстетикой. Экспрессионизм передавался в кино не только искажёнными декорациями, но и другими средствами, создавая настроение с помощью освещения, теней, актёрских стилей и даже художественного оформления и шрифтов в интертитрах немых фильмов.
Долгое время в различных источниках, указывалось, что «Голова Януса» выходил в прокат в США под названием «Насмешка любви» (англ. Love's Mockery), но как свидетельствуют рецензии того времени, именно под таким названием в Америке был выпущен фильм Мурнау «Путь в ночь» (1921). Фильм выходил в прокат в СССР в 1923 году под названиями «Тайна сэра О’Коннора» и «Ужас».
Биографы Белы Лугоши Гари Дон Родс и Билл Каффенбергер пишут, что «Голова Януса» является одним из самых разыскиваемых утраченных фильмов в истории кинематографа. В разное время выдвигались предположения, что копия фильма может находиться в чьей-то частной коллекции или в каком-то российском архиве. Сохранился лишь сценарий фильма.